# Liberty (periódico)
Liberty (libertad, en inglés) fue un periódico de tendencia anarcoindividualista editado por el estadounidense Benjamin R. Tucker. Destacaba por sus debates entre diferentes puntos de vista de lo que significaba el individualismo político y económico, siendo uno de los referentes históricos más importantes de la corriente de pensamiento político anarcoindividualista anglosajona que fue un movimiento intelectual del siglo XIX.

## Historia
Se empezó a publicar en agosto de 1881 y a lo largo de su vida sufrió muchas interrupciones. La cabecera del periódico enunciaba una frase de Pierre-Joseph Proudhon: «No es la hija, sino la madre del orden» (en referencia a «Libertad», el nombre del periódico). La teoría económica mutualista de Proudhon era un asunto común de discusión, con voces en contra y a favor, siendo Tucker un seguidor ecléctico de esa idea. La publicación también le dio espacio al debate sobre el impuesto único a la tierra propuesto por Henry George, lo que con el tiempo provocará un cisma entre los colaboradores. A partir de 1886 y 1887 se producen varias escisiones debido al enfrentamiento con los sustratos liberales clásicos del grupo provocado por el creciente calado de las tesis egoístas de Max Stirner en algunos de sus autores y que desemboca en la salida progresiva del sector más iusnaturalista. Gertrude B. Kelly, John F. Kelly, Sidney H. Morse, y John William Lloyd, por ejemplo salen hacia 1888, tras un enfrentamiento dialéctico con James L. Walker. En 1907 Benjamin Tucker publica una traducción de Steven T. Byington, la primera al inglés de Der Einzige und sein Eigentum (El único y su propiedad), la principal obra de Max Stirner. El periódico también era notorio por darle espacio a las ideas consideradas más radicales y anarquistas del entonces célebre Herbert Spencer y sus discípulos.
En abril de 1908 se publican los últimos números de Liberty.

## Colaboradores
Algunos de sus colaboradores a lo largo del tiempo fueron: Benjamin Tucker, Lysander Spooner, Auberon Herbert, Joshua K. Ingalls, John Henry Mackay, Victor Yarros, Wordsworth Donisthorpe, James L. Walker, J. William Lloyd, Florence Finch Kelly, Voltairine De Cleyre, Clarence Lee Swartz, Steven T. Byington, John Beverley Robinson, Jo Labadie, Lillian Harman, Dora Marsden, Gertrude B. Kelly, Henry Appleton, John F. Kelly, Sidney H. Morse, y John William Lloyd.
Liberty tuvo una edición en alemán llamada Libertas, la cual estuvo a cargo de George Schumm y Emma Schumm, pareja anarcoindividualista.
Otros medios en los que coincidieron posteriormente son Egoism, editado por Georgia y Henry Replogle entre 1890 y 1897, y The Freewoman (1913), The New Freewoman (1913) y The Egoist (1914-1919), dirigidas por Dora Marsden.

## Influencia posterior
Con la desaparición de Liberty los historiadores del tema suelen dar por terminada la existencia histórica del movimiento intelectual del anarcoindividualismo anglosajón del siglo XIX. Sin embargo, en la segunda mitad del siglo XX varios pensadores de Estados Unidos identificados con el libertarismo y el anarcocapitalismo empezaron a ver en Liberty y en estos antiguos anarcoindividualistas americanos un antecedente histórico de su propio debate intelectual sobre la libertad individual, el Estado, la economía de mercado y la anarquía, motivo por el cual autores de estas nuevas corrientes de pensamiento político rescataron los debates que se dieron en las páginas de Liberty a través de estudios históricos que en ocasiones incluyen críticas de lo que consideraron errores teóricos de los colaboradores del periódico.
 Siguiendo esta reverencia crítica que hacen algunos libertarios y anarcocapitalistas al Liberty de Tucker, en 1987 se fundó la revista Liberty.